# Janez Evangelist Gašparič
Janez Evangelist Gašparič, slovenski duhovnik in zborovodja, * 5. december 1895, Podgorci, † 3. november 1949, Podgorci.
Rodil se je očetu Jožefu in materi Ani (roj. Ozmec). 23. junija 1918 je prejel mašniško posvečenje. Bil je mariborski stolni kapelnik oz. ravnatelj mariborskega stolnega cerkvenega kora in od 1937 tudi vodja orglarske šole. Bil je zborovodja Slovenskega pevskega društva Maribor ves čas njegovega obstoja.